# Otos (kommun)
Otos är en kommun i Spanien.   Den ligger i provinsen Província de València och regionen Valencia, i den östra delen av landet, 300 km sydost om huvudstaden Madrid. Antalet invånare är 470. Arean är 11,1 kvadratkilometer. Otos gränsar till Muro del Alcoy och Gaianes. 
Terrängen i Otos är platt.